# Elecciones locales de la Ciudad de México de 2024
Las elecciones de la Ciudad de México de 2024 oficialmente el Proceso Electoral Local Ordinario 2023-2024 se llevaron a cabo el domingo 2 de junio de 2024 simultáneamente con las principales Elecciones presidenciales, y en ellas se renovaron los siguientes cargos de elección popular de la Ciudad de México:
- Jefe de Gobierno de Ciudad de México: Titular del poder ejecutivo de la Ciudad de México, con funciones intermedias entre un Presidente municipal y el Gobernador de un Estado, electo para un periodo de seis años no reelegibles en ningún caso. La candidata electa fue Clara Brugada Molina.
- 66 diputados locales: 33 diputados electos por mayoría relativa, 32 designados mediante representación proporcional y un diputado migrante para integrar la III Legislatura.[7]
- 16 alcaldías: Integradas por un alcalde, electo para un periodo de tres años.

Al final de los cómputos distritales, la coalición Sigamos Haciendo Historia conformada por Morena, el Partido del Trabajo y el Partido Verde Ecologista ganó la elección por la Jefatura de Gobierno con mayoría absoluta del 51.9% de los votos emitidos. En consecuencia, Clara Brugada será la Jefa de Gobierno de Ciudad de México durante el siguiente sexenio.
Adicionalmente, la coalición ganadora aumentó su mayoría en el Congreso de la Ciudad de México y se alzó con la victoria en 11 de las 16 alcaldías capitalinas.

## Legislación

### Sistema electoral
El Jefe de Gobierno de Ciudad de México es el titular del poder ejecutivo de la capital de México. Es electo por votación universal, libre, secreta y directa. Para ser Jefe de Gobierno es necesario ser originario de la Ciudad de México o haber habitado en ella por al menos cinco años, tener al menos treinta años al día de la elección, no haber recibido sentencia por delito doloso y no haber ocupado cargos públicos seis meses antes de la elección. El candidato electo inicia su mandato el 5 de octubre y gobierna durante seis años, durante los cuales debe residir en la Ciudad de México. La persona que haya sido electa por sufragio como Jefe de gobierno está impedida para volver a ejercer el mismo cargo, sin excepción alguna.
El Congreso de la Ciudad de México es el depositario del poder legislativo de la entidad. Está integrado por 66 diputados, de los cuales 33 son electos por el principio de mayoría relativa, mediante el sistema de distritos electorales uninominales; uno es electo por mayoría relativa de los votos emitidos por los ciudadanos residentes en el extranjero; y 32 son designados mediante representación proporcional. Para ser diputado es necesario ser originario de la Ciudad de México o haber residido en ella al menos durante dos años antes de la elección, tener al menos 18 años cumplidos al día de la elección y no haber ocupado un cargo público en los seis meses antes de la elección. Los diputados pueden ser reelectos para un único periodo consecutivo, y deben ser postulados por el mismo partido que los nominó en la primera candidatura, o haberse separado de la militancia antes de la mitad de su mandato.

### Partidos políticos
En las elecciones estatales tienen derecho a participar los siete partidos políticos nacionales: Partido Acción Nacional (PAN), Partido Revolucionario Institucional (PRI), Partido de la Revolución Democrática (PRD), Partido del Trabajo (PT), Partido Verde Ecologista de México (PVEM), Movimiento Ciudadano (MC) y Movimiento Regeneración Nacional (MORENA).

### Distritos electorales
Para la elección de diputados de mayoría relativa del Congreso de la Ciudad de México la entidad se divide en 33 distritos electorales. La distritación electoral vigente fue publicada por el Instituto Nacional Electoral en junio de 2022.
| Distrito | Alcaldías                       | Mapa | Distrito                    | Alcaldías                      |
| -------- | ------------------------------- | ---- | --------------------------- | ------------------------------ |
| 1        | Gustavo A. Madero               |      | 18                          | Álvaro Obregón y Benito Juárez |
| 2        | Gustavo A. Madero               | 19   | Tlalpan y Xochimilco        |                                |
| 3        | Azcapotzalco                    | 20   | Álvaro Obregón y Cuajimalpa |                                |
| 4        | Gustavo A. Madero               | 21   | Iztapalapa                  |                                |
| 5        | Azcapotzalco                    | 22   | Iztapalapa                  |                                |
| 6        | Gustavo A. Madero               | 23   | Álvaro Obregón              |                                |
| 7        | Milpa Alta y Tláhuac            | 24   | Iztapalapa                  |                                |
| 8        | Tláhuac                         | 25   | Xochimilco                  |                                |
| 9        | Cuauhtémoc                      | 26   | Coyoacán                    |                                |
| 10       | Venustiano Carranza             | 27   | Iztapalapa                  |                                |
| 11       | Iztacalco y Venustiano Carranza | 28   | Iztapalapa                  |                                |
| 12       | Cuauhtémoc                      | 29   | Iztapalapa                  |                                |
| 13       | Miguel Hidalgo                  | 30   | Coyoacán                    |                                |
| 14       | Tlalpan                         | 31   | Iztapalapa                  |                                |
| 15       | Iztacalco                       | 32   | Álvaro Obregón              |                                |
| 16       | Tlalpan                         | 33   | Magdalena Contreras         |                                |
| 17       | Benito Juárez                   |      |                             |                                |

## Candidaturas y coaliciones

### Va por la CDMX
|  | |
|  | Partido Acción Nacional - Jefe de gobierno - 10 diputados. Distritos 2, 5, 11, 14, 18, 19, 23, 27, 28 y 29 - Diputado migrante - 6 alcaldías. Álvaro Obregón, Benito Juárez, Iztacalco, Milpa Alta, Tlalpan y Venustiano Carranza |
|  | Partido Revolucionario Institucional - 9 diputados. Distritos 3, 4, 7, 9, 10, 15, 16, 31 y 33 - 6 alcaldías. Azcapotzalco, Cuauhtémoc, Magdalena Contreras, Miguel Hidalgo, Tláhuac y Xochimilco                                  |
|  | Partido de la Revolución Democrática - 6 diputados. Distritos 1, 6, 8, 22, 24 y 32 - 4 alcaldías. Coyoacán, Cuajimalpa, Gustavo A. Madero e Iztapalapa                                                                            |

El 5 de noviembre se registró la coalición «Va por la CDMX», integrada por el Partido Acción Nacional (PAN), Partido Revolucionario Institucional (PRI), Partido de la Revolución Democrática (PRD). El 15 de noviembre se registraron los aspirantes a la candidatura. El Partido Acción Nacional postuló al alcalde de Benito Juárez, Santiago Taboada; el Partido Revolucionario Institucional nominó al alcalde de Cuajimalpa, Adrián Rubalcava Suárez; y el Partido de la Revolución Democrática postuló al diputado federal Luis Espinosa Cházaro. Inicialmente la coalición contemplaba realizar una serie de debates entre los aspirantes aprobados y posteriormente seleccionar al candidato mediante una encuesta. Sin embargo, el 17 de noviembre, los líderes nacionales de la coalición determinaron validar únicamente la postulación de Santiago Taboada debido a que fue el único aspirante en conseguir el beneplácito de los líderes de los tres partidos de la alianza. En respuesta, Adrián Ruvalcaba renunció al PRI, pues su partido no defendió su postulación y Sandra Cuevas, quien también buscaba la nominación, renunció al PRD.
El 25 de noviembre los partidos registraron su acuerdo de coalición. Para las alcaldías, el Partido Acción Nacional postula a seis candidatos, el Partido Revolucionario Institucional nomina a seis y el Partido de la Revolución Democrática designa candidatos en cuatro alcaldías. Para la conformación del Congreso de la Ciudad de México, el PAN nominó al candidato en diez distritos de la Ciudad de México y el curul de diputado migrante, al PRI le correspondieron nueve escaños y el PRD designó la postulación en seis distritos. La coalición decidió no presentar candidatos de unidad en ocho de los treinta y tres distritos electorales de la Ciudad de México.

### Sigamos Haciendo Historia
|  | |
|  | Movimiento Regeneración Nacional - Jefe de gobierno - 15 diputados. 1, 4, 5, 6, 8, 12, 13, 15, 17, 18, 19, 20, 23, 30 y 33 - 8 alcaldías: Álvaro Obregón, Coyoacán, Cuauhtémoc, Gustavo A. Madero, Iztapalapa, Magdalena Contreras, Milpa Alta y Venustiano Carranza - Diputado migrante |
|  | Partido Verde Ecologista de México - 8 diputados. 9, 10, 11, 16, 21, 22, 24 y 27 - 4 alcaldías: Azcapotzalco, Benito Juárez, Cuajimalpa e Iztacalco |
|  | Partido del Trabajo - 6 diputados. 2, 3, 25, 26, 28 y 32 - 3 alcaldías: Miguel Hidalgo, Tlalpan y Xochimilco |

El 4 de noviembre se formalizó la coalición «Sigamos Haciendo Historia» para la Ciudad de México, integrada por el partido Movimiento Regeneración Nacional (Morena), el Partido del Trabajo (PT) y el Partido Verde Ecologista de México (PVEM). La coalición decidió postular como Jefe de Gobierno al candidato designado por Morena.
En septiembre de 2023 el partido Movimiento Regeneración Nacional (Morena) anunció el inicio de su proceso de selección para candidato a Jefe de Gobierno, al cual se registraron 32 interesados. El partido definió seleccionar a cuatro personas a través de su comité local y a otras dos mediante su comité nacional. Ambos organismos debían postular igual número de hombres y de mujeres. El 13 de octubre el partido anunció su lista de cinco finalistas: Omar García Harfuch, secretario de seguridad de Ciudad de México; Hugo López-Gatell, subsecretario de salud de México; Miguel Torruco Garza, diputado federal por la vía plurinominal; Clara Brugada, alcaldesa de Iztapalapa y Mariana Boy, directora de la procuraduría ambiental de Ciudad de México, como representante del Partido Verde.
La coalición designó a su candidato mediante una encuesta. Inicialmente sus resultados iban a ser publicados el 30 de octubre, pero el comité nacional del partido decidió postergar el anuncio hasta el 10 de noviembre.El 11 de noviembre en la madrugada Morena anunció que el candidato mejor posicionado en la encuesta era el secretario de seguridad de Ciudad de México, Omar García Harfuch, sin embargo, por discriminación positiva el partido decidió entregar la candidatura a Clara Brugada.
El 29 de enero de 2024 la coalición definió el reparto de candidaturas para las alcaldías y el Congreso local. Morena postuló alcaldes en ocho demarcaciones, el Partido del Trabajo en tres y el Partido Verde en cuatro. La alcaldía Tláhuac es la única donde la coalición no presentó un candidato en común. Para las diputaciones locales, la coalición postuló candidatos comunes en veintinueve distritos. Morena seleccionó al candidato en quince distritos y para la curul del diputado migrante, el Partido Verde en ocho distritos y el Partido del Trabajo en seis distritos. En cuatro distritos la coalición no presentó candidatos comunes.

### Movimiento Ciudadano
El partido Movimiento Ciudadano designó al diputado federal Salomón Chertorivski Woldenberg como único aspirante para su candidatura a Jefe de Gobierno de Ciudad de México.

## Encuestas

### Por partido político
| Encuestadora          | Fecha                    | Muestra |       |       |      |      |      |      |       | O/N/NS/NC | MDE   |
| --------------------- | ------------------------ | ------- | ----- | ----- | ---- | ---- | ---- | ---- | ----- | --------- | ----- |
| Encuestadora          | Fecha                    | Muestra |       |       |      |      |      |      |       | O/N/NS/NC | MDE   |
| Enkoll                | 25 de mayo de 2022       | 1015    | 22%   | 11%   | 3%   | 2%   | 2%   | 4%   | 42%   | 14%       | ±3.1% |
| El Financiero         | 10 de junio de 2022      | 600     | 20%   | 19%   | 5%   | 4%   | 2%   | 7%   | 36%   | 7%        | ±4.0% |
| Grupo Impacto         | 31 de julio de 2022      | 600     | 7%    | 3%    | 2%   | 1%   | —    | 1%   | 47%   | 39%       | ±3.9% |
| Rubrum                | 1 de agosto de 2022      | 1000    | 26.7% | 9.8%  | 2.8% | —    | —    | 3.6% | 45.5% | 11.6%     | 3.8%  |
| Enkoll                | 25 de agosto de 2022     | 1023    | 25%   | 9%    | 3%   | 1%   | 2%   | 3%   | 37%   | 20%       | ±3.1% |
| Rubrum                | 3 de septiembre de 2022  | 1000    | 26.9% | 10.0% | 2.5% | —    | —    | 3.7% | 44.1% | 10.1%     | ±3.8% |
| Demoscopia digital    | 15 de septiembre de 2022 | 1000    | 24.8% | 6.2%  | 1.2% | 1.4% | 0.5% | 5.1% | 35.9% | 24.9%     | ±3.8% |
| Grupo Impacto         | 19 de septiembre de 2022 | 600     | 20%   | 9%    | 4%   | 3%   | 1%   | 3%   | 45%   | 15%       | ±3.9% |
| Encuesta MX           | 26 de septiembre de 2022 | 500     | 24.2% | 10.1% | 7.1% | 4.1% | 2.2% | 6.2% | 41.2% | 4.9%      | ±3.5% |
| Rubrum                | 3 de octubre de 2022     | 1000    | 26.8% | 10.3% | 3.2% | —    | —    | 4.1% | 42.1% | 13.5%     | ±3.8% |
| Campaigns & Elections | 18 de octubre de 2022    | 400     | 23%   | 6%    | 5%   | —    | —    | 5%   | 45%   | 16%       | ±4.9% |
| Rubrum                | 20 de octubre de 2022    | 1000    | 25.7% | 9.5%  | 4.0% | —    | —    | 3.4% | 46.3% | 11.2%     | ±3.8% |
| Demoscopia digital    | 20 de octubre de 2022    | 1000    | 22.7% | 6.5%  | 2.3% | 1.2% | 2.1% | 6.2% | 36.4% | 22.6%     | ±3.8% |
| Rubrum                | 2 de noviembre de 2022   | 1000    | 26.5% | 9.9%  | 3.2% | —    | —    | 3.7% | 44.2% | 12.5%     | ±3.8% |
| TREsearch             | 1 de noviembre de 2022   | 1000    | 21.6% | 8.6%  | 1.1% | 1.7% | —    | 4.1% | 37.6% | 25.3%     | ±3.8% |
| Rubrum                | 30 de noviembre de 2022  | 1000    | 23.0% | 13.1% | 5.0% | —    | —    | 3.4% | 40.9% | 14.6%     | ±3.8% |
| Enkoll                | 24 de noviembre de 2022  | 1006    | 26%   | 8%    | 3%   | 3%   | 2%   | 3%   | 37%   | 18%       | ±3.1% |
| Rubrum                | 14 de diciembre de 2022  | 1000    | 24.8% | 13.0% | 5.1% | —    | —    | 3.5% | 40.1% | 13.5%     | ±3.8% |
| Campaigns & Elections | 20 de diciembre de 2022  | 400     | 25%   | 8%    | 6%   | —    | —    | 6%   | 41%   | 14%       | ±4.9% |
| Grupo Impacto         | 1 de febrero de 2023     | 400     | 9%    | 3%    | 3%   | 1%   | 1%   | 2%   | 45%   | 45%       | ±3.8% |
| Campaigns & Elections | 8 de febrero de 2023     | 400     | 25%   | 5%    | 4%   | 1%   | 2%   | 4%   | 47%   | 12%       | ±4.9% |
| Campaigns & Elections | 22 de marzo de 2023      | 400     | 27%   | 8%    | 6%   | 1%   | 1%   | 5%   | 36%   | 16%       | ±4.9% |
| Campaigns & Elections | 3 de mayo de 2023        | 400     | 23%   | 9%    | 6%   | 1%   | 1%   | 5%   | 36%   | 19%       | ±4.9% |
| Campaigns & Elections | 6 de junio de 2023       | 400     | 23%   | 12%   | 3%   | 1%   | 2%   | 6%   | 38%   | 15%       | ±4.9% |
| Rubrum                | 20 de junio de 2023      | 1000    | 25.4% | 9.8%  | 2.0% | 1.8% | —    | 3.6% | 43.5% | 13.9%     | ±3.8% |
| Demoscopia Digital    | 18 de julio de 2023      | 1000    | 23.6% | 11.4% | 1.5% | 1.3% | 2.5% | 5.6% | 40.1% | 14.0%     | ±3.8% |
| Demoscopia Digital    | 20 de agosto de 2023     | 1000    | 22.8% | 12.5% | 1.3% | 1.5% | 1.2% | 6.4% | 42.2% | 12.1%     | ±3.8% |
| Demoscopia Digital    | 11 de septiembre de 2023 | 1000    | 23.4% | 14.2% | 1.5% | 1.4% | 1.7% | 5.8% | 41.5% | 10.5%     | ±3.8% |
| Demoscopia Digital    | 6 de octubre de 2023     | 1000    | 20.5% | 11.4% | 1.6% | 1.9% | 1.8% | 6.3% | 40.3% | 16.2%     | ±3.8% |
| Campaigns & Elections | 19 de febrero de 2024    | 400     | 29%   | 7%    | 3%   | 1%   | 2%   | 4%   | 42%   | 12%       | ±4.9% |

### Por candidato
| Encuestadora            | Fecha                              | Muestra | Taboada | Brugada | Chertorivski | N/NS/NC | MDE    |
| ----------------------- | ---------------------------------- | ------- | ------- | ------- | ------------ | ------- | ------ |
| Encuestadora            | Fecha                              | Muestra |         |         |              | N/NS/NC | MDE    |
| Grupo Impacto           | 12 de octubre de 2023              | 800     | 22%     | 44%     | 5%           | 29%     | ±3.4%  |
| Consulta Mitofsky       | 2 a 4 de noviembre de 2023         | 1000    | 25.6%   | 46.3%   | 8.2%         | 19.9%   | ±3.1%  |
| Campaigns & Elections   | 6 de noviembre de 2023             | 1000    | 40%     | 45%     | 5%           | 10%     | ±4.9%  |
| La Encuesta MX          | 10 y 11 de noviembre de 2023       | 1000    | 41.1%   | 50.2%   | 4.9%         | 3.8%    | ±3.5%  |
| Campaigns & Elections   | 16 de noviembre de 2023            | 1000    | 40%     | 45%     | 6%           | 9%      | ±4.9%  |
| El Financiero           | 17 a 19 de noviembre de 2023       | 800     | 34%     | 47%     | 8%           | 11%     | ±3.5%  |
| Demoscopía Digital      | 19 a 20 de noviembre de 2023       | 1000    | 36.5%   | 46.7%   | 5.4%         | 11.4%   | ±3.8%  |
| MEBA                    | 21 de noviembre de 2023            | 1063    | 22.6%   | 55.2%   | 5.9%         | 16.3%   | ±3.7%  |
| Polígrama               | 21 de noviembre de 2023            | 1000    | 26.8%   | 50.7%   | 6.6%         | 15.9%   | ±3.1%  |
| Metrics MX              | 23 de noviembre de 2023            | 600     | 31.2%   | 44.5%   | 6.6%         | 17.7%   | ±4%    |
| Rubrum                  | 27 de noviembre de 2023            | 1000    | 40.2%   | 51.1%   | 1.8%         | 6.8%    | ±3.8%  |
| Factométrica            | 27 y 28 de noviembre de 2023       | 1000    | 30.6%   | 57.2%   | 3.3%         | 8.9%    | ±3.1%  |
| Defoe                   | 2 y 3 de diciembre de 2023         | 800     | 25%     | 55%     | 6%           | 14%     | ±3.5%  |
| Campaigns & Elections   | 4 de diciembre de 2023             | 1000    | 38%     | 42%     | 7%           | 13%     | ±4.9%  |
| La Encuesta MX          | 5 de diciembre de 2023             | 1000    | 41.9%   | 49.8%   | 5.2%         | 3.1%    | ±3.5%  |
| Rubrum                  | 5 de diciembre de 2023             | 1000    | 37.4%   | 52%     | 1.9%         | 8.7%    | ±3.8%  |
| Indemerc                | 7 y 10 de diciembre de 2023        | 1070    | 32%     | 48%     | 5%           | 15%     | ±3%    |
| Arias Consultores       | 3 a 11 de diciembre de 2023        | 2784    | 33.8%   | 52%     | 3%           | 11.3%   | ±1.8%  |
| Rubrum                  | 11 de diciembre de 2023            | 1000    | 37.9%   | 50.6%   | 1.6%         | 9.9%    | ±3.8%  |
| Polígrama               | 13 de diciembre de 2023            | 1000    | 29%     | 48.7%   | 6.1%         | 16.2%   | ±3.1%  |
| TResearch               | 13 y 14 de diciembre de 2023       | 1000    | 24.5%   | 44.5%   | 6.9%         | 24.1%   | ±3.5%  |
| Votia                   | 13 al 15 de diciembre de 2023      | 1202    | 28%     | 53%     | 6%           | 13%     | ±3.5%  |
| La Encuesta MX          | 15 al 18 de diciembre de 2023      | 1000    | 39.9%   | 50.3%   | 6.1%         | 3.7%    | ±3.5%  |
| Campaigns & Elections   | 18 de diciembre de 2023            | 400     | 33%     | 44%     | 6%           | 17%     | ±4.9%  |
| Berumen                 | 20 y 23 de diciembre de 2023       | 802     | 24%     | 60%     | 3%           | 13%     | ±5%    |
| Rubrum                  | 23 de diciembre de 2023            | 1000    | 34.2%   | 47.8%   | 5.9%         | 12.1%   | ±3.8%  |
| Factométrica            | 26 y 27 de diciembre de 2023       | 1000    | 29.4%   | 59%     | 3.6%         | 8%      | ±3.1%  |
| Rubrum                  | 29 de diciembre de 2023            | 1000    | 36.1%   | 48.7%   | 3.5%         | 11.7%   | ±3.8%  |
| Poligrama               | 2 a 4 de enero de 2024             | 1000    | 29.6%   | 48.5%   | 6.4%         | 15.5%   | ±3.1%  |
| Rubrum                  | 8 de enero de 2024                 | 1000    | 34.2%   | 49.1%   | 4.4%         | 12.3%   | ±3.8%  |
| GiI360                  | 2 a 9 de enero de 2024             | 600     | 16%     | 56%     | 6%           | 22%     | ±3.9%  |
| La Encuesta MX          | 8 a 10 de enero de 2024            | 1000    | 37.6%   | 52.7%   | 5.5%         | 4.2%    | ±3.5%  |
| MetricsMX               | 12 de enero de 2024                | 600     | 28.8%   | 52.6%   | 4.2%         | 14.4%   | ±4%    |
| Campaigns & Elections   | 14 de enero de 2024                | 400     | 30%     | 48%     | 4%           | 18%     | ±4.9%  |
| Enkoll                  | 11 a 15 de enero de 2024           | 1014    | 37%     | 48%     | 3%           | 12%     | ±3.1%  |
| Rubrum                  | 16 de enero de 2024                | 1000    | 35.1%   | 49.3%   | 3.6%         | 12%     | ±3.8%  |
| Massive Caller          | 18 de enero de 2024                | 1000    | 37.1%   | 42.3%   | 3.4%         | 17.2%   | ±3.4%  |
| Mitofsky                | 27 a 29 de enero de 2024           | 1200    | 35.9%   | 50.8%   | 6.9%         | 6.4%    | ±2.8%  |
| La Encuesta MX          | 29 de enero a 1 de febrero de 2024 | 1000    | 40.7%   | 49.1%   | 5.8%         | 4.4%    | ±3.5%  |
| Rubrum                  | 5 de febrero de 2024               | 1000    | 35.5%   | 48%     | 4.7%         | 11.8%   | ±3.8%  |
| Poligrama               | 8 y 9 de febrero de 2024           | 1000    | 31.6%   | 48.6%   | 6%           | 13.8%   | ±3.1%  |
| Enkoll                  | 16 a 19 de febrero de 2024         | 806     | 35%     | 49%     | 3%           | 13%     | ±3.1%  |
| Campaigns & Elections   | 19 de febrero de 2024              | 400     | 37%     | 48%     | 5%           | 10%     | ±4.9%  |
| Parametría              | 23 a 26 de febrero de 2024         | 1000    | 32%     | 46%     | 5%           | 17%     | ±3.1%  |
| Rubrum                  | 1 de marzo de 2024                 | 1000    | 34.3%   | 51.0%   | 5.5%         | 9.2%    | ±3.8%  |
| Mitofsky                | 8 a 10 de marzo de 2024            | 1200    | 36.8%   | 50.9%   | 5.7%         | 6.6%    | ±2.8%  |
| Enkoll                  | 17 a 18 de marzo de 2024           | 814     | 36%     | 50%     | 5%           | 9%      | ±3.5%  |
| Demotáctica             | 19 de marzo de 2024                | 1200    | 38.62%  | 47.99%  | 5.28%        | 8.11%   | ±3.8%  |
| Massive Caller          | 19 de marzo de 2024                | 1000    | 40.6%   | 39.2%   | 4.1%         | 16.1%   | ±3.4%  |
| Áltica                  | 18 a 21 de marzo de 2024           | 1200    | 42%     | 48%     | 4%           | 6%      | ±3.5%  |
| Demoscopia digital      | 2 de abril de 2024                 | 1000    | 39.1%   | 44.5%   | 5.5%         | 10.9%   | ±3.8%  |
| Electoralia             | 5 de abril de 2024                 | 1000    | 45.2%   | 45.9%   | 4.7%         | 4.2%    | ±3.5%  |
| Massive Caller          | 7 de abril de 2024                 | 1000    | 40.9%   | 39.8%   | 4.9%         | 14.4%   | ±3.4%  |
| Berumen                 | 4 a 9 de abril de 2024             | 1141    | 32%     | 53%     | 2%           | 13%     | ±2.9%  |
| El Financiero           | 6 a 14 de abril de 2024            | 800     | 37%     | 42%     | 6%           | 15%     | ±3.5%  |
| Varela y Asociados      | 9 a 16 de abril de 2024            | 782     | 34%     | 46%     | 4%           | 15%     | ±3.5%  |
| Covarrubias y Asociados | 9 a 20 de abril de 2024            | 3000    | 31%     | 49%     | 6%           | 14%     | ±1.79% |
| Mitofsky                | 13 a 15 de abril de 2024           | 1200    | 36.7%   | 49.7%   | 6.8%         | 6.8%    | ±2.8%  |
| México Elige            | 18 a 21 de abril de 2024           | 2521    | 48%     | 48%     | 2.7%         | 1.3%    | ±2.1%  |
| De las Heras Demotecnia | 26 a 27 de abril de 2024           | 1000    | 42%     | 55%     | 3%           | —       | ±3.2%  |
| Campaigns & Elections   | 30 de abril de 2024                | 400     | 39%     | 41%     | 4%           | 16%     | ±4.9%  |
| Arias Consultores       | 1 de mayo de 2024                  | 2898    | 40.7%   | 49.0%   | 3.0%         | 7.3%    | ±1.8%  |
| La Encuesta MX          | 2 de mayo de 2024                  | 1000    | 47.6%   | 44.3%   | 4.2%         | 3.9%    | ±3.5%  |
| Intervalo Research      | 2 de mayo de 2024                  | 1000    | 39%     | 43%     | 6%           | 12%     | ±3.1%  |
| Cripeso                 | 4 de mayo de 2024                  | 1685    | 43.62%  | 54.53%  | 1.20%        | 0.65%   | ±2.39% |
| Demoscopia digital      | 6 de mayo de 2024                  | 1000    | 38.1%   | 50.3%   | 4.7%         | 6.9%    | ±3.8%  |
| Massive Caller          | 8 de mayo de 2024                  | 1000    | 42.9%   | 37.4%   | 7.2%         | 12.5%   | ±3.4%  |
| Factométrica            | 8 de mayo de 2024                  | 1000    | 32.5%   | 56.1%   | 6.0%         | 5.4%    | ±3.1%  |
| Gii360                  | 6 a 11 de mayo de 2024             | 600     | 32%     | 46%     | 4%           | 18%     | ±3.94% |
| Mitofsky                | 8 a 11 de mayo de 2024             | 1200    | 37%     | 48.1%   | 9.1%         | 5.8%    | ±2.8%  |
| MetricsMx               | 7 a 13 de mayo de 2024             | 1400    | 36.4%   | 52.2%   | 4.5%         | 6.9%    | ±2.62% |
| Varela y Asociados      | 6 a 14 de mayo de 2024             | 400     | 36%     | 45%     | 6%           | 14%     | ±3.5%  |
| Rubrum                  | 14 de mayo de 2024                 | 1000    | 39.3%   | 52.5%   | 3.2%         | 5.0%    | ±3.8%  |
| La Encuesta MX          | 13 a 15 de mayo de 2024            | 1000    | 47.9%   | 43.1%   | 6.1%         | 2.9%    | ±3.5%  |
| Massive Caller          | 16 de mayo de 2024                 | 1000    | 42.6%   | 40.5%   | 6.6%         | 10.3%   | ±3.4%  |
| Gobernarte              | 16 de mayo de 2024                 | 1000    | 36.4%   | 52.5%   | 5.2%         | 5.9%    | ±3.1%  |
| De las Heras Demotecnia | 16 a 20 de mayo de 2024            | 1000    | 40%     | 55%     | 5%           | —       | ±3.2%  |
| TResearch               | 19 de mayo de 2024                 | 1000    | 38.6%   | 51.2%   | 7.5%         | 2.7%    | N/A    |
| Campaigns & Elections   | 20 de mayo de 2024                 | 400     | 43%     | 43%     | 4%           | 10%     | ±4.9%  |
| Rubrum                  | 20 de mayo de 2024                 | 1000    | 38.9%   | 54.0%   | 3.6%         | 3.5%    | ±3.8%  |
| Reforma                 | 14 a 20 de mayo de 2024            | 1004    | 43%     | 51%     | 6%           | —       | ±3.6%  |
| Enkoll                  | 19 a 21 de mayo de 2024            | 805     | 37%     | 47%     | 6%           | 10%     | ±3.5%  |
| Massive Caller          | 22 de mayo de 2024                 | 1000    | 47.5%   | 42.9%   | 9.6%         | —       | ±3.4%  |
| México Elige            | 22 de mayo de 2024                 | 2345    | 50.2%   | 45.5%   | 3.2%         | 1.1%    | ±2.1%  |
| El Financiero           | 13 a 22 de mayo de 2024            | 1212    | 42%     | 51%     | 7%           | —       | ±2.8%  |
| Campaigns & Elections   | 27 de mayo de 2024                 | 400     | 44%     | 42%     | 4%           | 10%     | ±4.9%  |
| Massive Caller          | 27 de mayo de 2024                 | 1000    | 49.5%   | 44.0%   | 6.5%         | —       | ±3.4%  |
| Varela y Asociados      | 22 a 28 de mayo de 2024            | 638     | 36%     | 46%     | 8%           | 10%     | ±4%    |
| Rubrum                  | 28 de mayo de 2024                 | 1000    | 41.8%   | 53.9%   | 4.3%         | —       | ±3.8%  |
| La Encuesta MX          | 29 de mayo de 2024                 | 1000    | 48.1%   | 42.7%   | 5.6%         | 3.6%    | ±3.5%  |
| Massive Caller          | 29 de mayo de 2024                 | 1000    | 48.9%   | 43.8%   | 7.3%         | —       | ±3.4%  |

## Resultados electorales
En recuento provisional, la coalición Sigamos Haciendo Historia conformada por Morena, el Partido del Trabajo y el Partido Verde Ecologista ganó las elecciones por mayoría absoluta del 51.9% de los votos emitidos. En consecuencia, Clara Brugada será la Jefa de Gobierno de Ciudad de México durante el siguiente sexenio. Su principal opositor, Santiago Taboada de la alianza Va por la CDMX (PRI – PAN – PRD), obtuvo el 38.85% de los votos.
Adicionalmente, la coalición ganadora aumentó su representación en el Congreso de la Ciudad de México, al conseguir 43 de las 66 diputaciones, y se alzó con la victoria en 11 de las 16 alcaldías capitalinas, arrebatando 4 que estuvieron previamente en manos de la alianza opositora.

### Jefe de Gobierno de la Ciudad de México
|  | 42.24 % |

|  | 51.9 % |

|  | 5.26 % |

|  | 4.4 % |

|  | 28.23 % |

|  | 38.85 % |

|  | 7.63 % |

|  | 2.99 % |

|  | 7.37 % |

|  | 0.09 % |

|  | 98.22 % |

|  | 1.78 % |

|  | 100.0 % |

|  | 69.5 % |

### Congreso de la Ciudad de México
|  | 27.75 % |

|  | 25.21 % |

|  | 11.95 % |

|  | 9.55 % |

|  | 9.31 % |

|  | 8.99 % |

|  | 3.61 % |

|  | 0.1 % |

|  | 3.52 % |

|  | 100 % |